# Isla del Arvoredo
Isla del Arvoredo (en portugués: Ilha do Arvoredo también llamada Ilhas do Arvoredo, por el nombre del archipiélago al que pertenece) es el nombre de una isla que encuentra en el Océano Atlántico, en la costa sur de Brasil, 11 km al norte de la isla de Santa Catarina. Es parte de la municipalidad de Florianópolis. El archipiélago incluye, además de la Isla del Arvoredo, las islas desiertas (ilhas Desertas), Gales e Calhau de São Pedro.
Arvoredo y las islas vecinas son parte de la Reserva Biológica Marina de Arvoredo (Reserva Biológica Marinha do Arvoredo). Las islas están Cubiertas en un 80% del bosque atlántico. La isla además es el sitio donde se localiza el faro del Arvoredo.